# Nyctinomops aurispinosus
Nyctinomops aurispinosus is een zoogdier uit de familie van de bulvleermuizen (Molossidae). De wetenschappelijke naam van de soort werd voor het eerst geldig gepubliceerd door Peale in 1848.